# Frigyes Becske
Frigyes Becske – auch Fritz Becske –
(* 1890; † 11. Dezember 1972) war ein ungarischer Journalist und Tischtennisspieler sowie Tischtennisfunktionär in Österreich. Er war der erste österreichische Meister. Er stammt aus Budapest.

## Werdegang
Zusammen mit Roland Jacobi gewann Becske 1909 die ungarische Meisterschaft im Doppel. 1923 wurde er der erste österreichische Meister im Einzel. Gemeinsam mit Richard Pick gründete er am 31. Dezember 1923 den Wiener Ping-Pongspiel-Verband (später Wiener Tischtennis Spielvereinigung). 1924 gab er die erste österreichische Tischtenniszeitung heraus, Der Scratch, ein humoristisches Ping-Pong-Blatt. Ein Jahr später, nach dem fünften Heft, wurde die Ausgabe eingestellt.
Mitte der 1920er Jahre war er Vizepräsident des österreichischen Tischtennisverbandes. Zu dieser Zeit lebte er in Wien.